# Circuit bending
Circuit bending ("kredsløbs-bøjning") er blevet et etableret udtryk for indgreb i de oprindelige elektroniske kredsløb i blandt andet legetøj og musikinstrumenter ved kortslutninger, pålodning af potentiometre eller anden manipulation for at opnå andre virkninger end oprindelig tiltænkt. Inden for musikken har sådanne metoder især været anvendt i den såkaldte støjmusik (støjrock, en. noise music)

## Fremgangsmåde
Circuit bending af et apparat der kan frembringe lyde involverer ofte adskillelse med efterfølgende undersøgelser, "trial and error", af hvilke muligheder der findes for at frembringe nye lyde, lydeffekter eller støj. Man kan søge at ændre kredsløbets modstand eller kapacitet med små stumper ledning, eller lodde separate komponenter ind i kredsløbet; de kan så eventuelt føres ud på kabinettet så det er muligt at regulere under fremførelsen.

## Filosofi
Der er også circuit-benders der nærmest betragter det de gør ud fra en filosofisk synsvinkel. I en video beskriver nogle kunstnere deres aktivitet som at oplede parallelle verdener der ikke skulle eksistere